# Matthaeus Adrianus
Matthaeus Adrianus (Adriani, poświadczony dla lat 1501–1521) – hebraista, konwertyta pochodzenia żydowskiego. Jako znawca języka hebrajskiego współpracował m.in. z Erazmem z Roterdamu i Marcinem Lutrem. Zyskał duży rozgłos jako nauczyciel tego języka – nauka hebrajskiego na początku XVI wieku była pewną nowością w filologii i bardzo szybko się rozwijała. Jego życie znane jest fragmentarycznie.

## Życie
Był konwertytą hiszpańsko-żydowskim. Po raz pierwszy poświadczony w dokumentach dla roku 1501, kiedy to w Wenecji u Aldusa Manutiusa ukazała się jego gramatyka języka hebrajskiego (Introductio ad Hebraicam linguam). Dzieło to było wielokrotnie wznawiane (Wenecja 1501, 1508 i 1512; Bazylea 1518 i 1520). Następnie w związku z wydaniem u Manutiusa gramatyki greckiej Konstantinosa Laskarisa. Wiadomo też, że studiował medycynę we Włoszech. Według swojego własnego listu do Johanna Amerbacha posiadał tytuł doktora medycyny.
Dziełko Libellus hora faciendi pro Domino opublikował Adrianus w 1513 w Tybindze u Thomasa Anshelma. Zawiera ono przekłady chrześcijańskich modlitw na język hebrajski.
Korespondencja z drukarzem bazylejskim Johannem Amerbachem stanowi jedno z ważniejszych źródeł do życia Adrianusa. List do Amerbacha z 31 stycznia 1513, napisany w Strasburgu, ma charakter rekomendacji. Adrianus ofiarował Amerbachowi pomoc w wydaniu Wulgaty, zwierzył się też z zamiaru podróży do Wenecji i pielgrzymki do Ziemi Świętej. Posłał mu również swoje hebrajskie przekłady modlitw z Libellus hora faciendi pro Domino. Twierdził, że był nauczycielem języka hebrajskiego Johannesa Reuchlina i Pellicanusa. Reuchlina spotkać miał w Tybindze, Pellicanusa w drodze ze Strasburga do Bazylei, skąd kontynuować chciał drogę do Wenecji i Ziemi Świętej.
List umożliwił mu to, że został nauczycielem języka hebrajskiego synów Amerbacha i przeprowadził się do Bazylei, siedziby drukarskiego rodu Amerbachów. Uczył hebrajskiego także Wolfganga (Fabritiusa) Capito. Wolfgang Capito przybył do Bazylei w 1515, nie można przy tym jednak wykluczać, że jego znajomość z Adrianusem była wcześniejsza. Nie ma także pewności, czy znajomość Adrianusa z Erazmem rozpoczęła się podczas pierwszego pobytu Erazma w Bazylei (1514-1515), ani czy Adrianus brał udział w przygotowaniu bazylejskiego wydania Wulgaty.
Około 1514 Adrianus przebywał w Heidelbergu, ucząc hebrajskiego Johannesa Oecolampadiusa i Johanna Brenza. Następnie był lekarzem w Middelburgu. Od jesieni 1517 do czerwca 1519 przebywał w Lowanium, gdzie został pierwszym profesorem hebrajskiego w nowo założonym Collegium Trilingue, instytucji poświęconej nauczaniu trzech języków — łaciny, greki i hebrajskiego. W Middelburgu pozostawił pierwszą żonę. Bardzo wysoko cenił wiedzę filologiczną Adrianusa jego przyjaciel Erazm, kierujący Collegium Trilingue. Wiele listów Erazma świadczy, że to on doprowadził do mianowania Adrianusa profesorem tej szkoły [Ep. 686, 687, 689-691, 699]. Nominacja ta sformalizowana została w lutym 1518, o czym Erazm doniósł korespondentom we Francji, Anglii, Hiszpanii i Niemczech [Ep. 701, 721, 722, 731, 777, 794].
Mimo że odnosił sukcesy jako nauczyciel, w czerwcu 1519 Adrianus nagle opuścił Lowanium. Fakt ten tłumaczył później mową w obronie nauczania trzech języków wygłoszoną 21 marca 1519, która miała nie spodobać się konserwatywnym teologom lowańskim. Mowę tę opublikował w 1520 drukarz wittenberski Johann Rhau-Grunenberg, jej edycję nowoczesną dał Henry de Vocht (History of the Foundation and the Rise of the Collegium Trinlingue Lovaniense. 1517-1550, Louvain 1951-5). Istnieją jednak także inne możliwe przyczyny opuszczenia Lowanium przez Adrianusa. Według Erazma w Middelburgu znacznie się on zadłużył, a na pokrycie tych długów potrzebował zaliczki z lowańskiej pensji. Według Maartena Dorpa pensja lowańska Adrianusa nie była wystarczająca, a sam Adrianus był przy tym podejrzliwy i skąpy. Wolfgang Capito i inni współcześni oskarżali go o uprawnianie magii kabalistycznej. Wszystkie te czynniki łącznie musiały powodować napięcie wokół jego osoby.
Erazm jeszcze w Wielkanoc 1518 spotkał u Adrianusa Edwarda Lee, radził się go w czasie choroby jesienią tego samego roku – gdy Adrianus opuścił Lowanium, utracił z nim jednak kontakt. W październiku lub listopadzie 1519 filolog ubiegał się o posadę nauczyciela w Wittenberdze, negocjacje przeciągały się aż do 16 kwietnia 1520. Zawarł tam też drugie małżeństwo. W Wittenberdze nawiązał kontakt z Marcinem Lutrem, do jesieni tego roku wywiązał się jednak między nimi spór, a Luter narzekał na Adrianusa w korespondencji ze Spalatinusem. Kiedy w lutym 1521 Adrianus zrezygnował z posady i opuścił Wittenbergę, Luter przyjął to z ulgą. Późniejsze jego losy nie są znane, możliwe, że udał się do Fryburga Bryzgowijskiego.